# Comuna Pidlisnîi Oleksîneț, Horodok
Pidlisnîi Oleksîneț (în ucraineană Підлісний Олексинець) este o comună în raionul Horodok, regiunea Hmelnîțkîi, Ucraina, formată din satele Pidlisnîi Oleksîneț (reședința) și Slobidka Oleksînețka.

## Demografie
Componența lingvistică a comunei Pidlisnîi Oleksîneț
     Ucraineană (98,82%)
     Alte limbi (1,19%)
Conform recensământului din 2001, majoritatea populației comunei Pidlisnîi Oleksîneț era vorbitoare de ucraineană (98,82%), existând în minoritate și vorbitori de alte limbi.